# Граверон-Семервил
Граверо̀н-Семервѝл (на френски: Graveron-Sémerville) е село в северна Франция, част от департамента Йор на регион Нормандия. Населението му е около 294 души (2015).
Разположено е на 252 метра надморска височина в Парижкия басейн, на 14 километра северозападно от Еврьо и на 39 километра южно от Руан. Селището е създадено през 1844 година с обединението на дотогавашните села Граверон, Сен Мелен и Семервил, които са известни от Средновековието. В Граверон е запазен замък от XVII век.

## Известни личности
Починали в Граверон-Семервил
- Нарсис-Ашил дьо Салванди (1795 – 1856), политик